# Setacera multicolor
Setacera multicolor är en tvåvingeart som först beskrevs av Giordani Soika 1956.  Setacera multicolor ingår i släktet Setacera och familjen vattenflugor.
Artens utbredningsområde är Kongo. Inga underarter finns listade i Catalogue of Life.